# Вулиця Солодова
Вулиця Солодова — вулиця у Личаківському районі міста Львова, в місцевості Личаків. Сполучає вулиці Личаківську з Миколи Лисенка та Пісковою. Прилучаються вулиці Мала, Миколи Садовського та Івана Вишенського.

## Історія
Вулиця Солодова підіймається догори від вул. Личаківської, між костелом Святого Антонія та ринком «Винниківський». Уздовж вулиці Солодової колись протікав потік зі Знесенських пагорбів. У XVIII столітті тут була одна з вулиць приміської оселі Суха Воля, яка вела до давньої дерев'яної церкви Воздвиження Чесного Хреста, яка розташовувалася на стику нинішніх вулиць Вишенського та Піскової. Під час касаційних реформ австрійського уряду кінця XVIII століття, а саме у 1786 року церкву було ліквідовано, а її будівлю розібрано. У XIX столітті називалася Лоншанівкою, бо прямувала до маєтку купця Франсуа Лонгшам де Бер'є, який дав назву цій околиці міста. Вживалася ще інша назва вулиці — від костелу Святого Антонія до Цісарського лісу (Кайзервальду). У 1871 році магістрат надав вулиці офіційну назву Слодової. Назва походить від невеликої пивоварні Фридеріка Гюбнера, що розташовувалася на розі нинішніх вулиць Івана Вишенського та Солодової, де виробляли солод. Під час німецької окупації Львова, у 1943 році вулицю перейменовано на Володимирґассе, на честь великого князя київського Володимира Святославича. У липні 1944 року повернена передвоєнна назва — вулиця Слодова, а від 1946 року уточнена назва — вулиця Солодова, яка збереглася до наших днів.

## Забудова
В забудові вулиці Солодової присутні класицизм, конструктивізм. Пам'ятки архітектури національного та місцевого значення на вулиці відсутні. 
№ 1 — триповерхова кам'яниця на розі з вулицею Малою. У наріжнику у 1950—1990-х роках містилася чайна, у 2000-х роках — гральний зал мережі «Роял-Клуб», нині пункт видачі замовлень мережі інтернет-магазинів «Розетка».
№ 4 — двоповерховий будинок на розі з вулицею Івана Вишенського. Частина будинку від вулиці Вишенського — житлова, а інша від вулиці Солодової — належить ринку «Винниківський», де міститься фірмовий магазин морепродуктів «Крамар».
№ 6 — триповерховий на високому цоколі будинок, споруджений близько 1930 року в стилі функціоналізму. На планах Львова 1829 і 1844 років на цьому місці видно невеликий дерев'яний будинок. У 1892 році тут з ініціативи Антоніни Махчинської було засновано інтернат для студенток Вчительської семінарії. Фундаторами цієї установи були зокрема графиня Феліція з Ґолеєвських Харковська, графині Дідушицька, Цецилія Бадені. В інтернаті мешкало 60 учениць. При ньому було теж власне господарство з пекарнею, садом, городами, корівником. Близько 1930 року тут збудовано будівлю семінарії для навчання виховательок дитячих садочків. У 1940—1950-х роках — неповна середня школа№ 37 Міського відділу народної освіти, у 1950—2000-х роках — Львівська середня загальноосвітня школа № 37 з поглибленим вивченням французької мови, нині — ліцей № 37 Львівської міської ради з поглибленим вивченням французької мови.
№ 10 — триповерхова кам'яниця. Тут за радянських часів містилася майстерня з ремонту і пошиття одягу та гуртожиток № 2 Львівського державного медичного інституту. Нині тут містяться медпункт, навчальний корпус кафедри фармацевтичної, органічної і біоорганічної хімії та гуртожиток № 9 Львівського національного медичного університету імені Данила Галицького. 

Світлини вуличної забудови
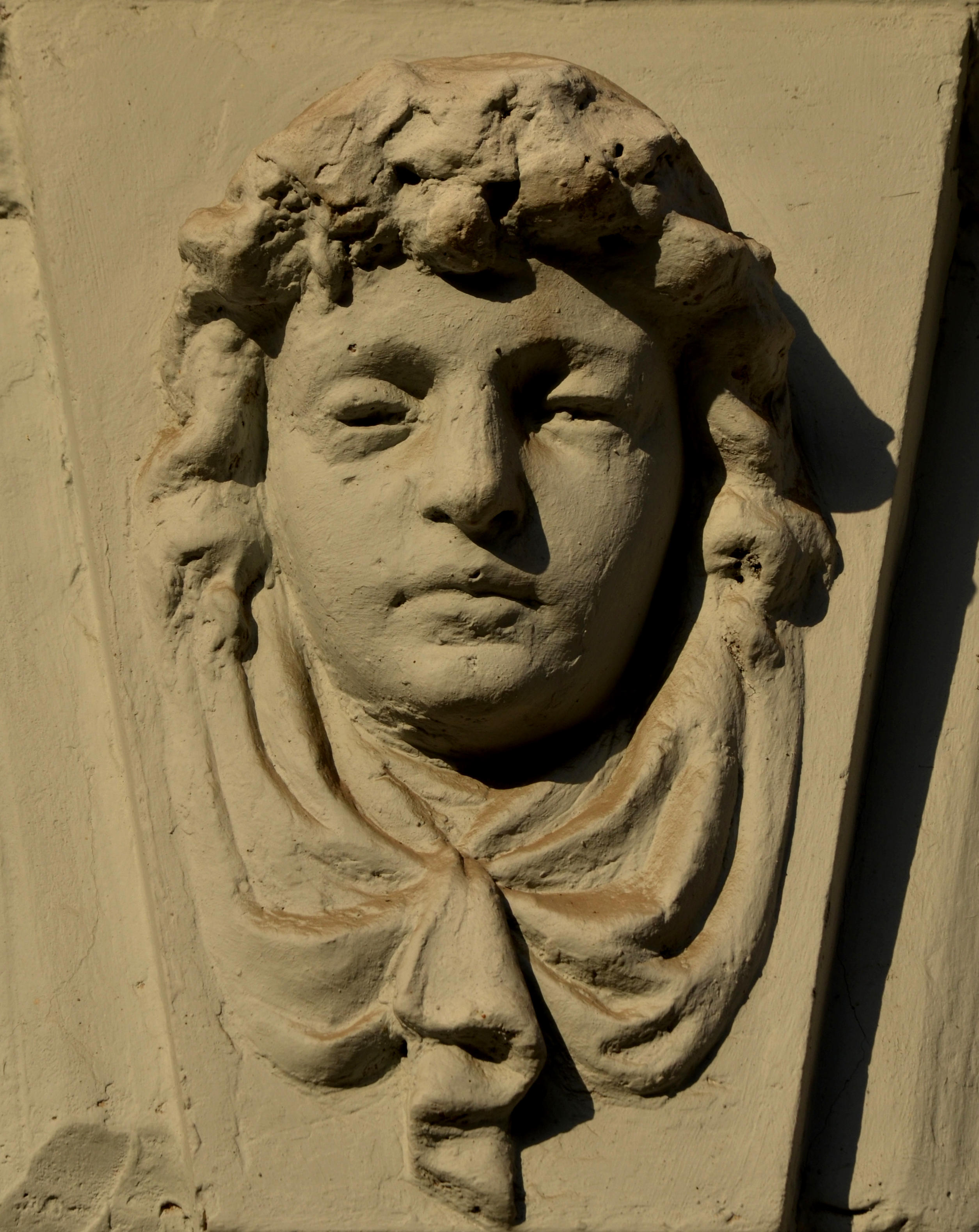
Маскарон (вул. Солодова, 1)
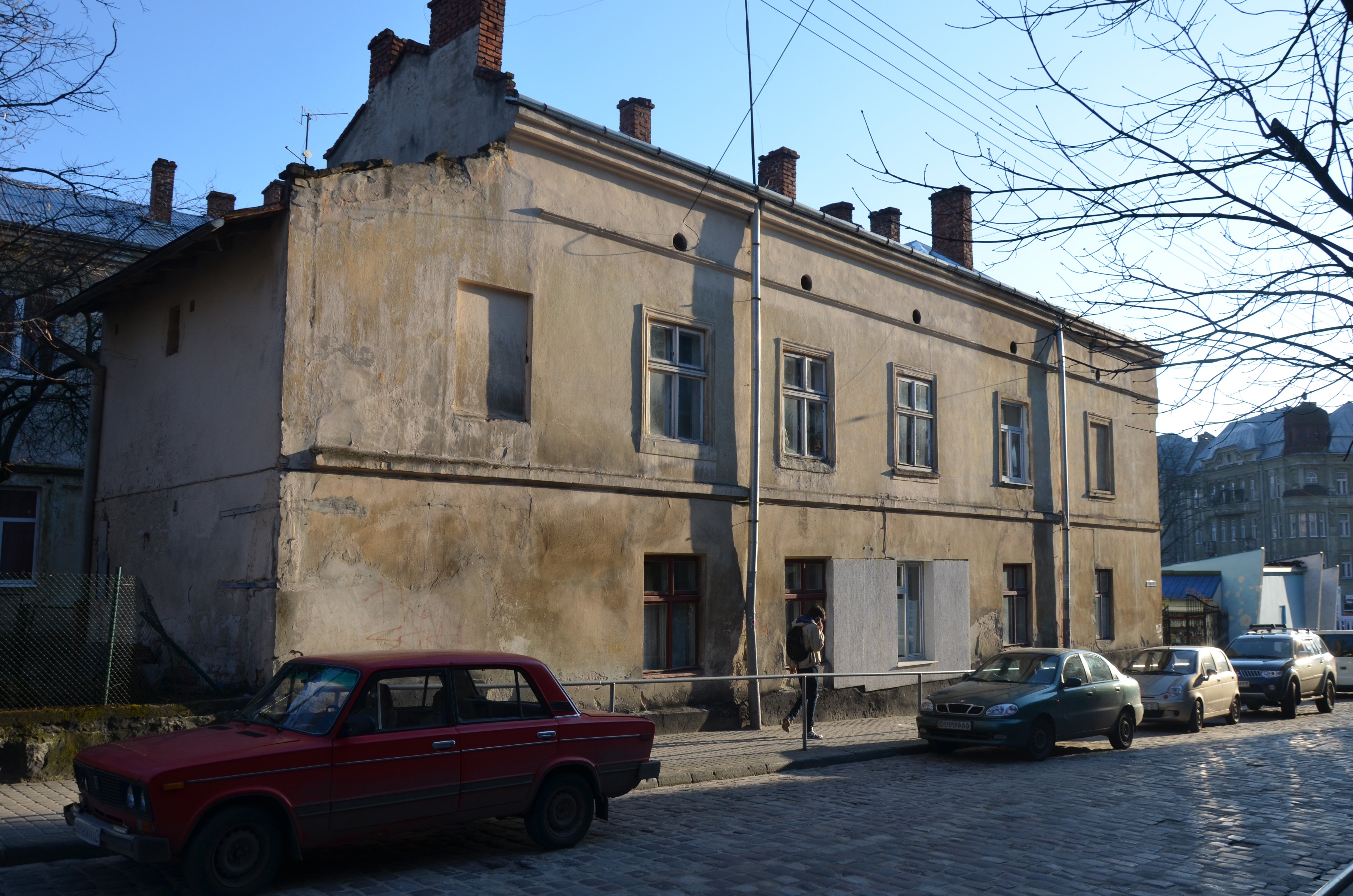
Житловий будинок (вул. Солодова, 2)
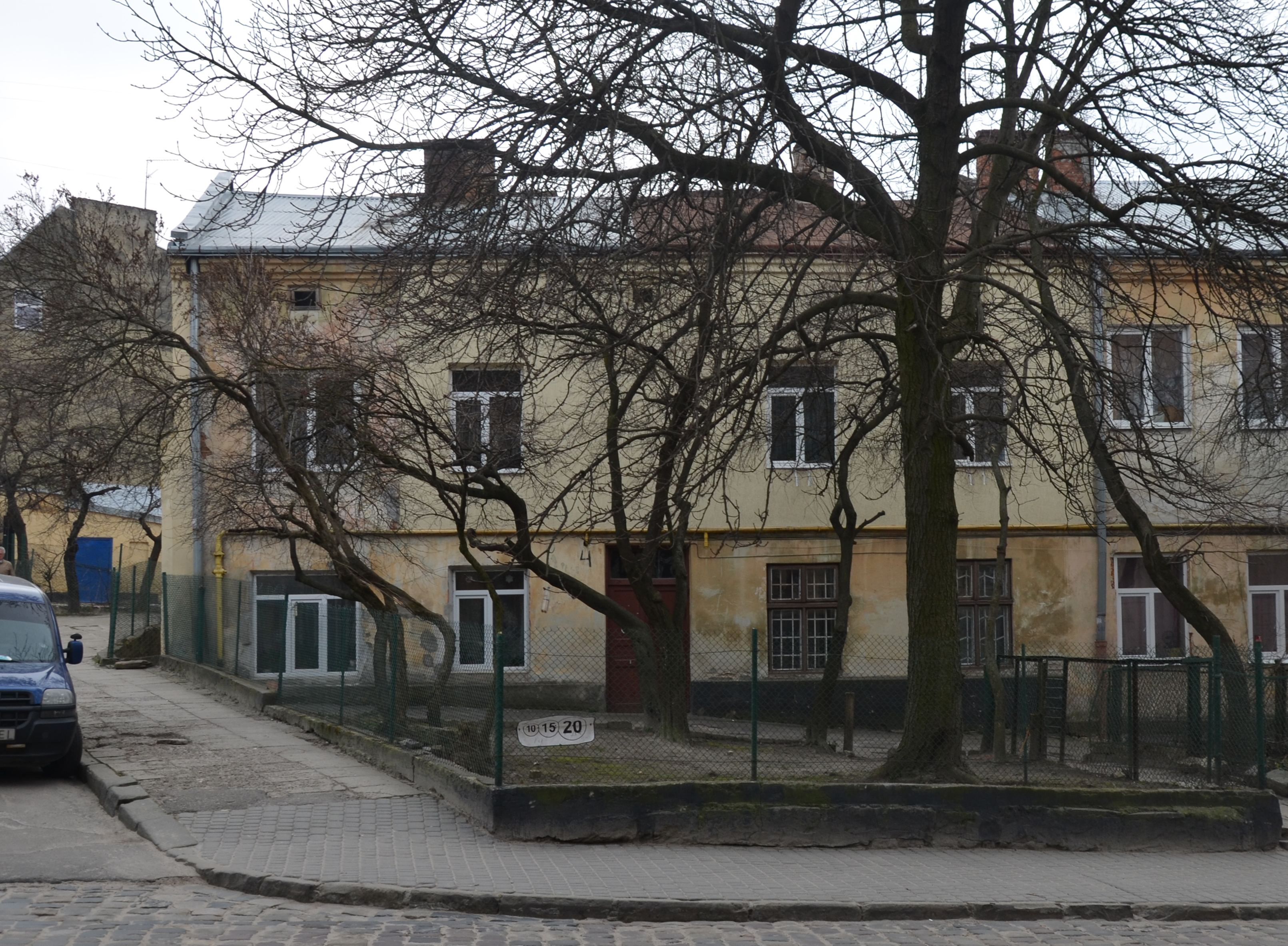
Житловий будинок (вул. Солодова, 4)
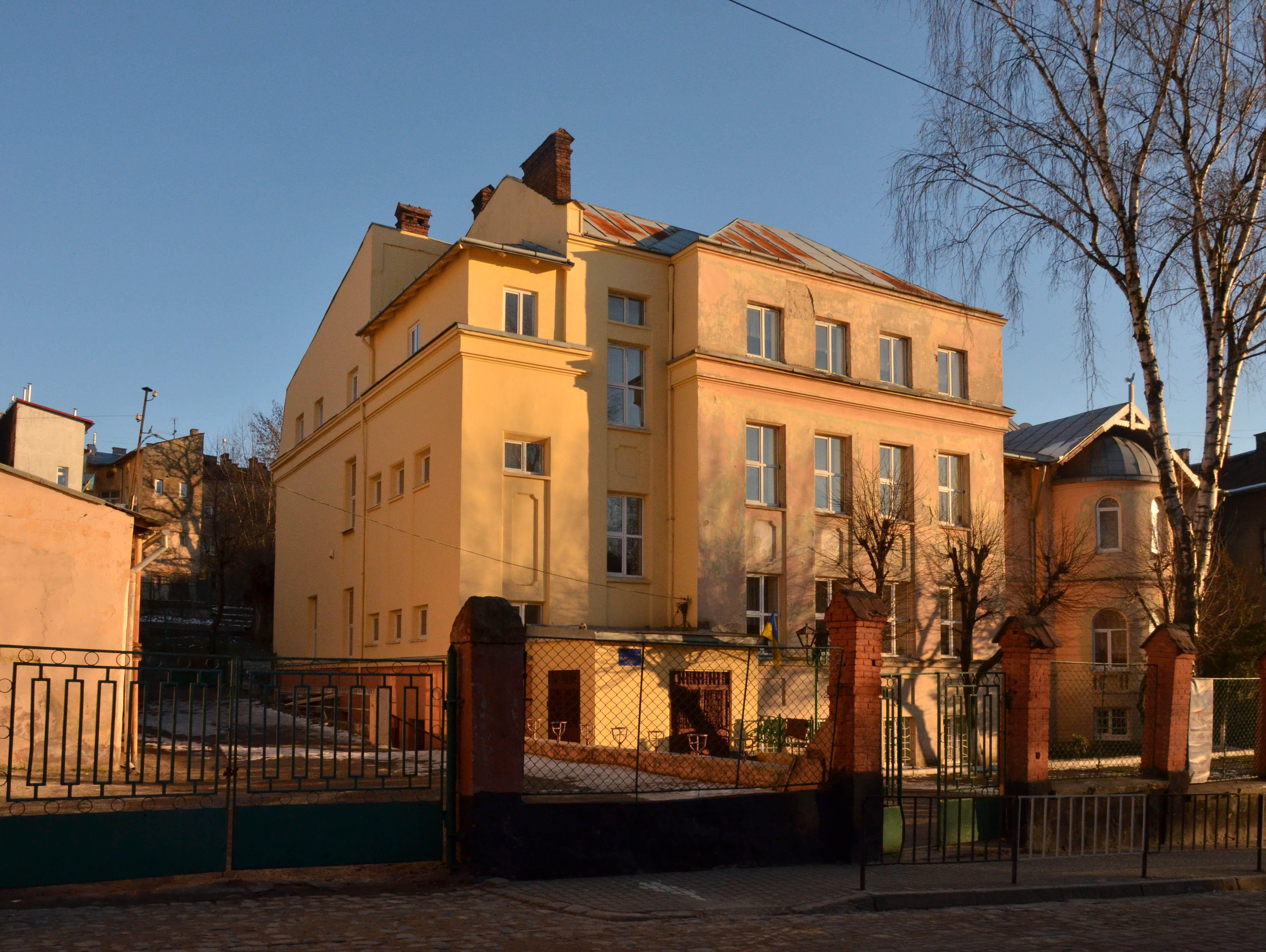
Будівля ліцею № 37 (вул. Солодова, 6)
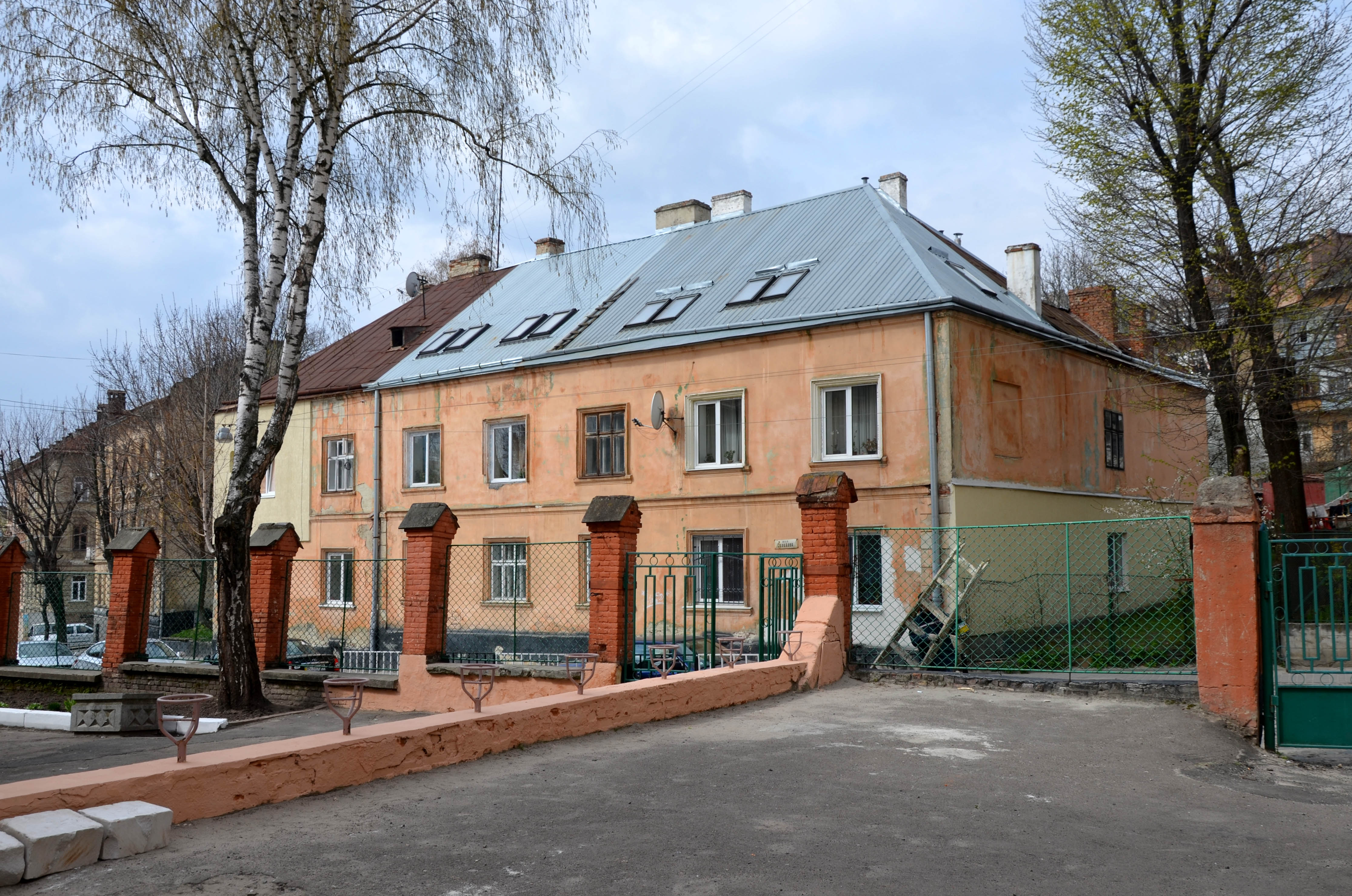
Житловий будинок (вул. Солодова, 7)
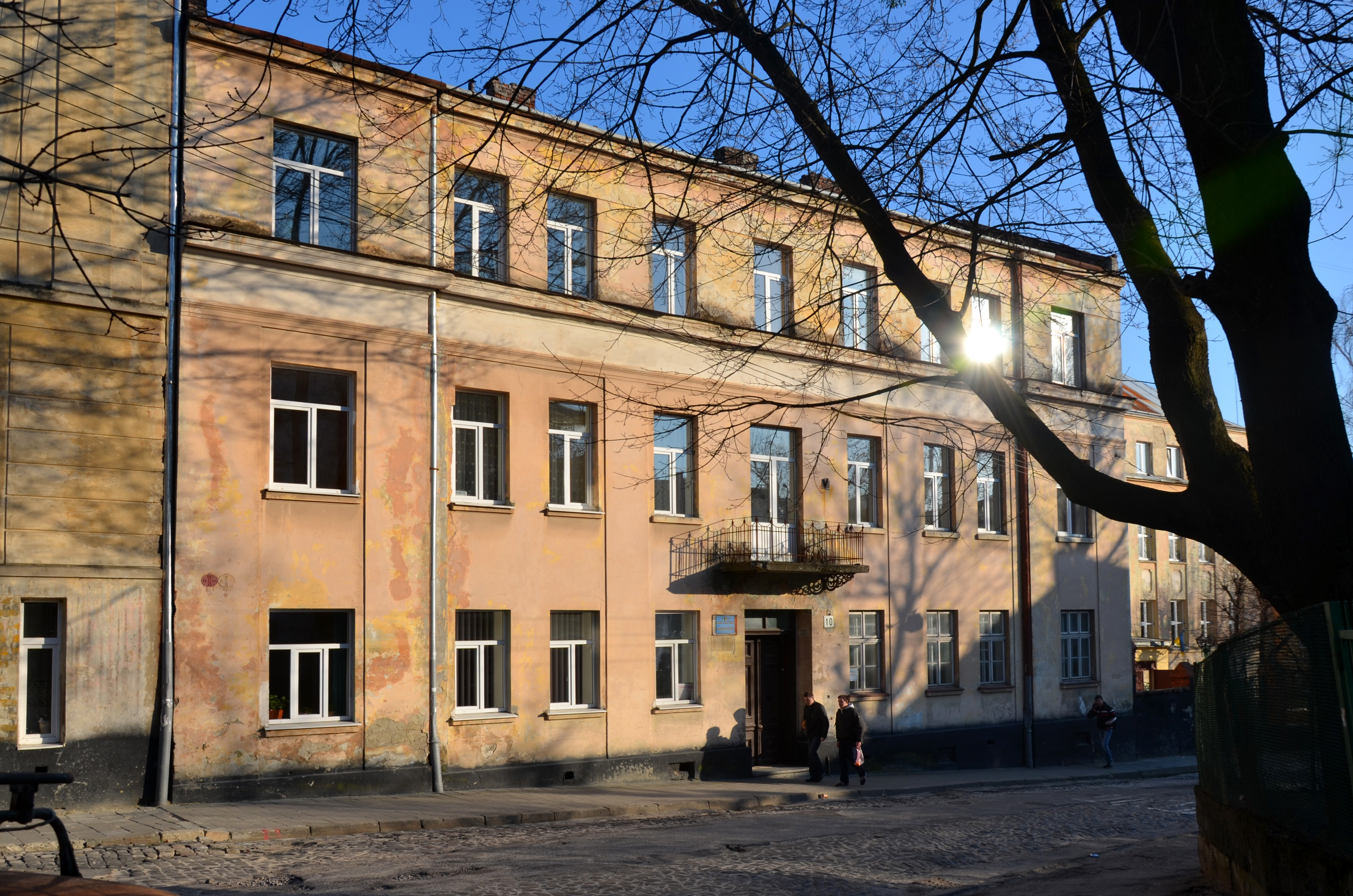
Будівля профілакторію ЛНМУ імені Данила Галицького (вул. Солодова, 10)